# MTS (nhà mạng)
MTS (tiếng Nga: МТС)  là nhà mạng lớn nhất ở Nga và các quốc gia SNG với hơn 102,4 triệu thuê bao tính đến ngày 31 tháng 12 năm 2009.
Bắt đầu hoạt động với giấy phép tại Moskva năm 1994, МТS năm 1997 nhận được giấy phép mở rộng khu vực hoạt động, và sau này vươn xa ra các nước SNG. Ngày 31 tháng 10 năm 2008, Vodafone thông báo hợp tác với MTS, trong đó các dịch vụ của Vodafone sẽ sử dụng được trên các thuê bao MTS và cả hai thông báo sẽ rất có tiềm năng cho các thương vụ mua bán hiệu quả.
Vyacheslav Nikolaev là chủ tịch của công ty kể Từ Tháng 3 năm 2021.
Chủ tịch Hội đồng Quản trị (kể từ tháng 6 năm 2019) — Phó Chủ tịch Hội đồng QUẢN trị CỦA AFK Sistema Felix Yevtushenkov.